# Missile air-air
Pour les articles homonymes, voir missile (homonymie).
Pour les articles homonymes, voir AAM.

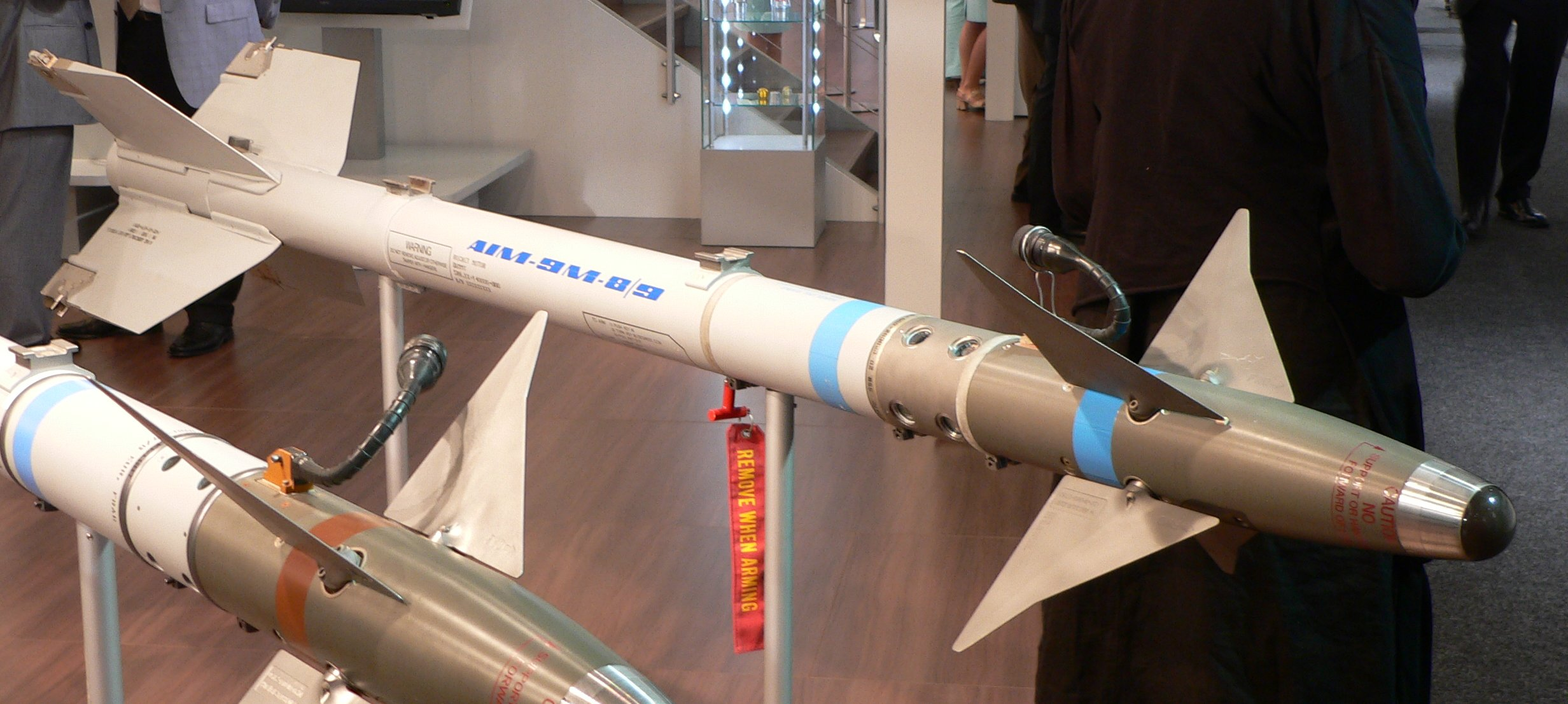
Missile air-air AIM-9 Sidewinder, un des plus répandus dans le monde occidental.

Un missile air-air (en anglais, air to air missile ou AAM) est un missile tiré en vol depuis un aéronef, dans le but de détruire une cible aérienne. Comme les missiles surface-air, ce type de missile présente la particularité de devoir atteindre une cible extrêmement mobile (vitesse élevée ou manœuvres brusques), ce qui entraîne des contraintes particulières pour sa conception.

## Historique

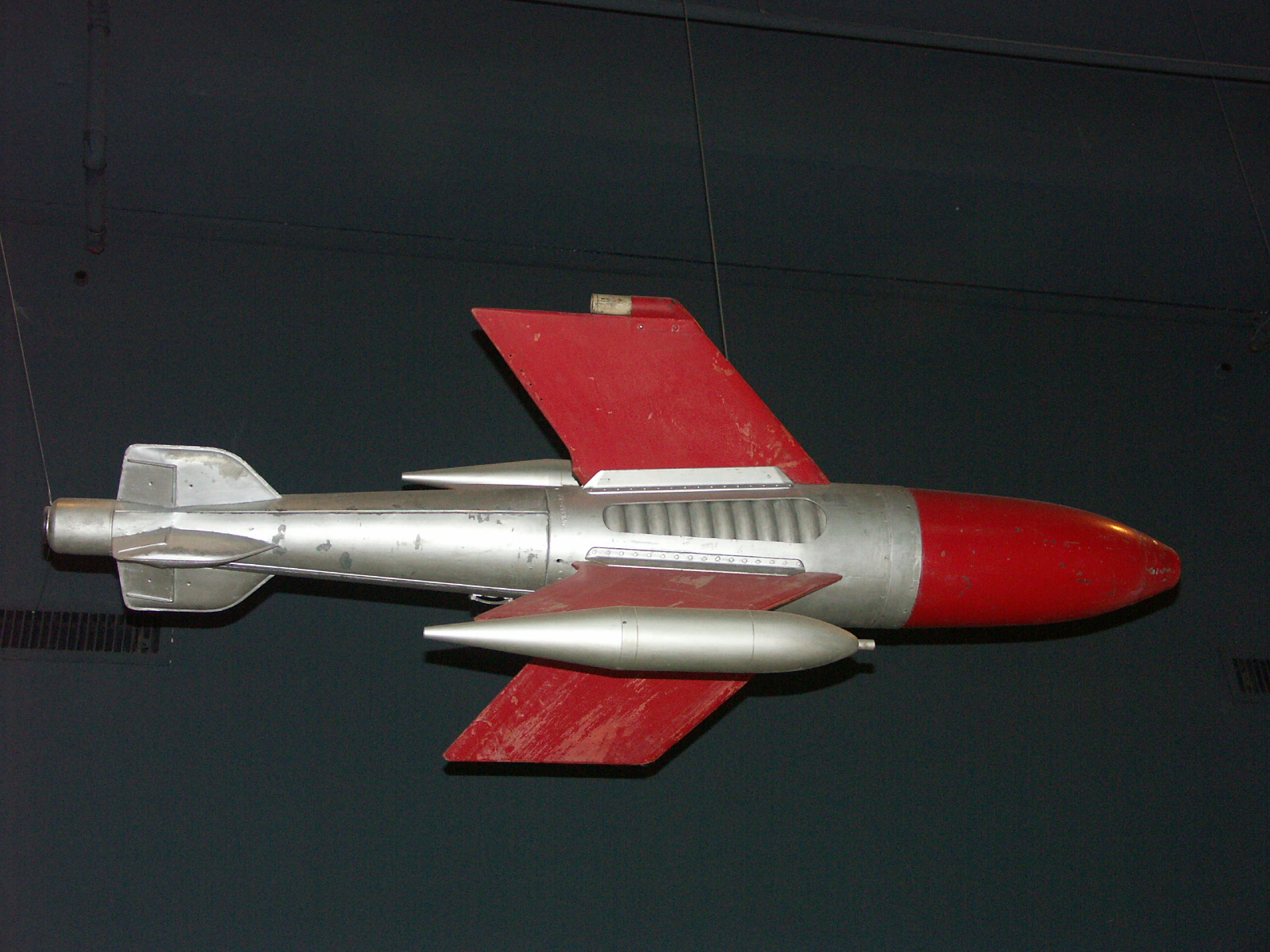
Un Kramer X4 conservé dans un musée.

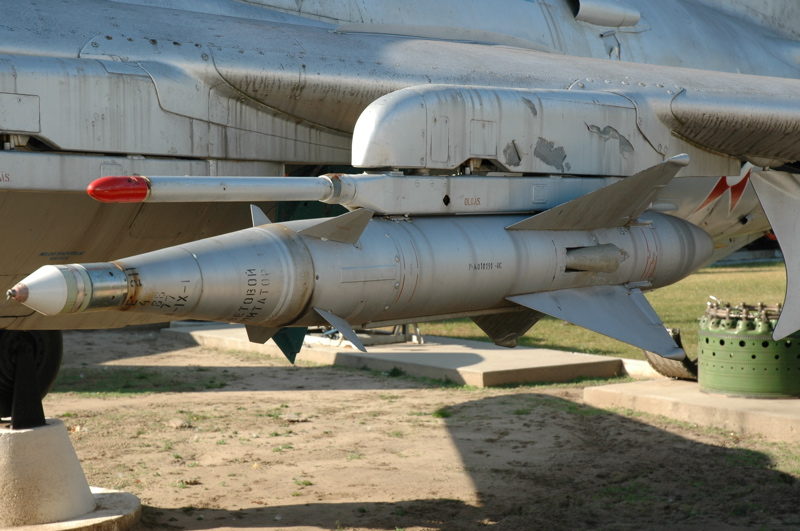
Un missile Kaliningrad K-5 sous l'aile d'un MiG-19.

### Les ancêtres des missiles air-air, les roquettes air-air
Initialement, le premier moyen de s'affronter entre avions fut par l'usage d'armes légères pendant la Première Guerre mondiale. Des mitrailleuses étaient installées sur les appareils mais parfois, les pilotes utilisaient des armes de poing pour essayer d'abattre l'adversaire. Ces armes, bien que ne provoquant que peu de dégâts, étaient suffisantes pour les avions fragiles de cette époque. Cependant, la menace des zeppelins nécessite des projectiles plus puissants. Les Britanniques tentent d'y répondre par des munitions incendiaires ("balles Pomeroy", "balles Brock" et "balles Buckingham"), mais les Français parviennent à inventer la première roquette air-air, ancêtre des missiles air-air, la fusée Le Prieur. Avec ces roquettes, ils parviennent à abattre les dirigeables allemands.
Lors de la Seconde Guerre mondiale, les Allemands reprennent le principe des roquettes air-air, surtout dans l'objectif d'abattre les bombardiers ennemis. Dès 1943, ils adaptent la roquette du Nebelwerfer 42 dans une version air-air, la Werfer-Granate 21 qui a un gros pouvoir explosif mais n'est pas très pratique. Un deuxième modèle de roquette air-air est adopté en 1945, la R4M, qui fut aussi utilisée en version air-sol dès 1944.

### Les premiers missiles air-air
Les premiers missiles air-air ont été conçus par l'Allemagne pendant la Seconde Guerre mondiale : les deux principaux projets étaient le Henschel Hs-298 guidé par radio et le Kramer X4 filoguidé, mais aucun missile ne fut opérationnel avant la fin des combats.
En 1946, l'USAAF lança le développement d'une première série de missiles air-air américains. Le résultat de ces études furent :
- le missile Firebird conçu par la société Ryan Aeronautical, qui fut testé pour la première fois fin 1947 mais finalement abandonné après deux ans d'essais
- le missile AIM-4 Falcon conçu par la société Hughes, qui fut testé pour la première fois en 1949. Mis en service en 1956, il fut construit à près de 50 000 exemplaires et utilisé jusque dans les années 1980.

De son côté, l'US Navy lança en 1947 le programme du AIM-7 Sparrow, dont la mise au point fut difficile car il fallut attendre la fin des années 1950 pour disposer d'une version vraiment opérationnelle, puis en 1950 celui du AIM-9 Sidewinder qui a été depuis produit à plus de 200 000 exemplaires et est encore utilisé de nos jours pour ses versions les plus récentes.
L'URSS commença à développer ses premiers missiles air-air au début des années 1950, le premier d'entre eux étant le Kaliningrad K-5. Une rumeur tenace veut que les ingénieurs soviétiques aient pu récupérer un Sidewinder enfoncé sans exploser dans le fuselage d'un MiG, ce qui lui a permis d'en réaliser une copie sous la désignation Vympel K-13 (Code OTAN : AA-2 Atoll) dès le début des années 1960.
La première victoire aérienne obtenue par un missile air-air intervint lorsqu'un AIM-9B Sidewinder tiré par un F-86 Sabre de la Force aérienne de la république de Chine abattit un MiG-15 de l'Armée populaire de libération de Chine Populaire, le 24 septembre 1958. Il ne faut cependant pas oublier que les premiers missiles air-air n'étaient pas très au point et manquaient souvent leur objectif.

## Catégorisation
Ils peuvent être classés en fonction de leur portée :
- à courte portée de quelques centaines de mètres à environ quinze kilomètres.
- à moyenne portée, au-delà de la portée visuelle, jusqu'à environ cinquante kilomètres.
- à longue portée au-delà.

mais ils peuvent aussi être distingués par leur méthode de guidage :
- à guidage à infrarouge verrouillé sur la signature infrarouge de la cible.
- à guidage radar passif suivant les émissions radar de la cible.
- à guidage radar semi-actif utilisant les ondes renvoyées par la cible, éclairée par l'avion qui l'a lancé.
- à guidage radar actif émettant lui-même un faisceau radar pour poursuivre sa cible.

## Combat au missile air-air
La terminologie OTAN définit 3 types de combat aérien ; « Fox 1 », « Fox 2 » et « Fox 3 » (Fox comme Fire : « Feu »).

### Type Fox 1
Il correspond à un tir de missile à guidage semi-actif. Il s’agit du système employé par les AIM-7 Sparrow ou les Matra Super 530 travaillant dans le mode STT (Single Target Tracking, c’est-à-dire avec la seule capacité de suivre une cible à la fois). Le radar du chasseur commence par balayer le ciel à la recherche des cibles puis il arrête le balayage pour se focaliser sur une cible. Dès lors, il se pointe sur cette cible en permanence pour guider le missile. En effet, le missile à guidage semi-actif ne possède aucun moyen autonome de détection. Il ne sait que se diriger sur les échos que renvoie la cible « éclairée » par l’avion tireur. Ce fonctionnement, qui correspond aux premières générations de chasseurs, se traduit par plusieurs inconvénients. En premier lieu, l’arrêt du balayage est l’indication certaine que le radar passe en mode « accrochage » pour tirer. Pour l’avion qui se sait accroché grâce à son détecteur d’alerte radar (RWR, Radar Warning Receiver), c’est le bon signal pour commencer des manœuvres évasives. Pour les autres avions qui avaient été balayés préalablement, c’est au contraire le signal de fin d’alerte. L’autre inconvénient est que, pendant la phase de tir, une seule cible peut être traitée à la fois, avec l’obligation de garder le nez pointé vers celle-ci pour fournir au missile toutes les informations dont il a besoin pour son guidage. Le chasseur devient aveugle sur les côtés et vulnérable à une contre-attaque.

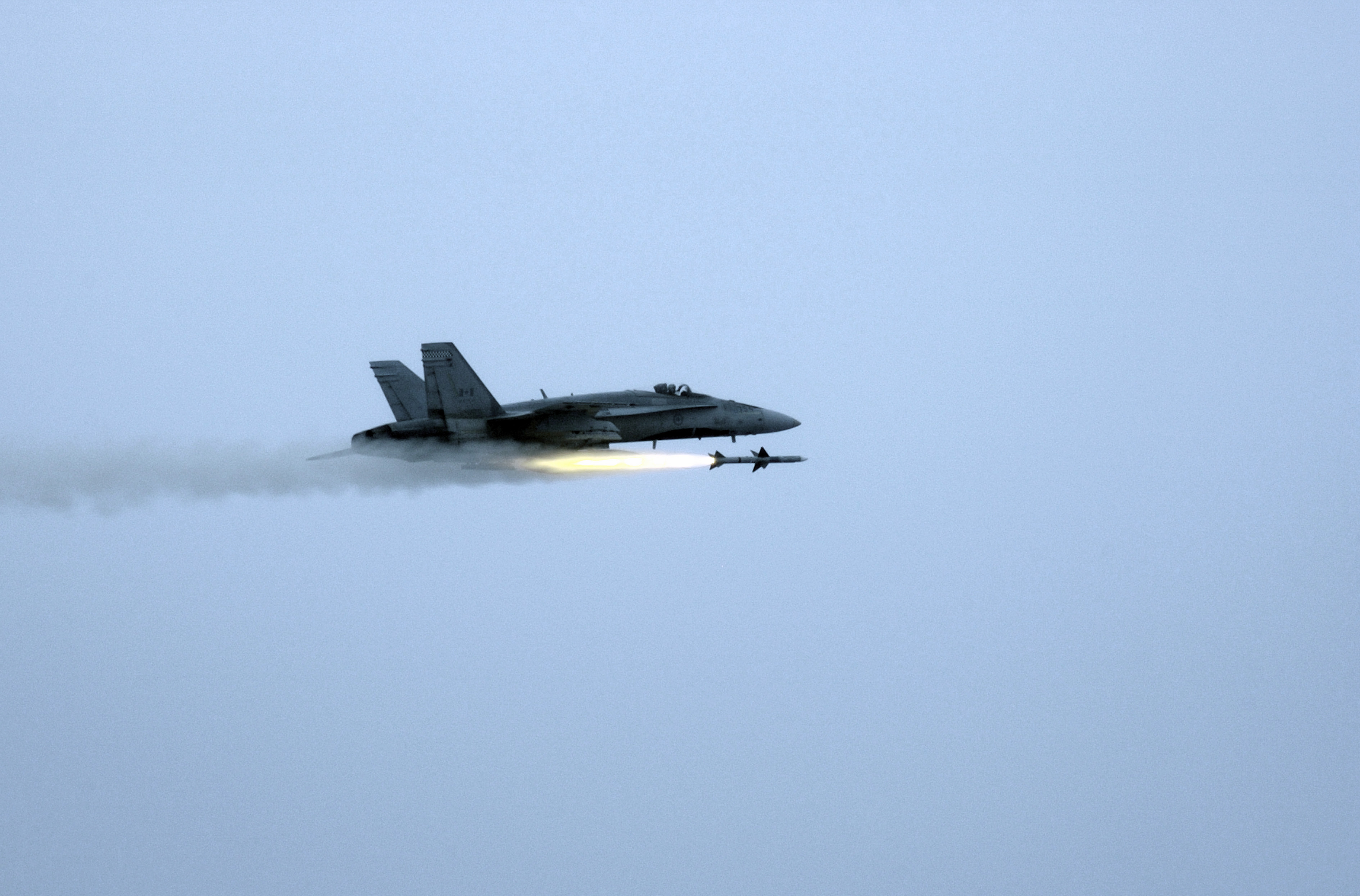
Tir d'un missile AIM-7 Sparrow par un CF-188 de la RCAF.
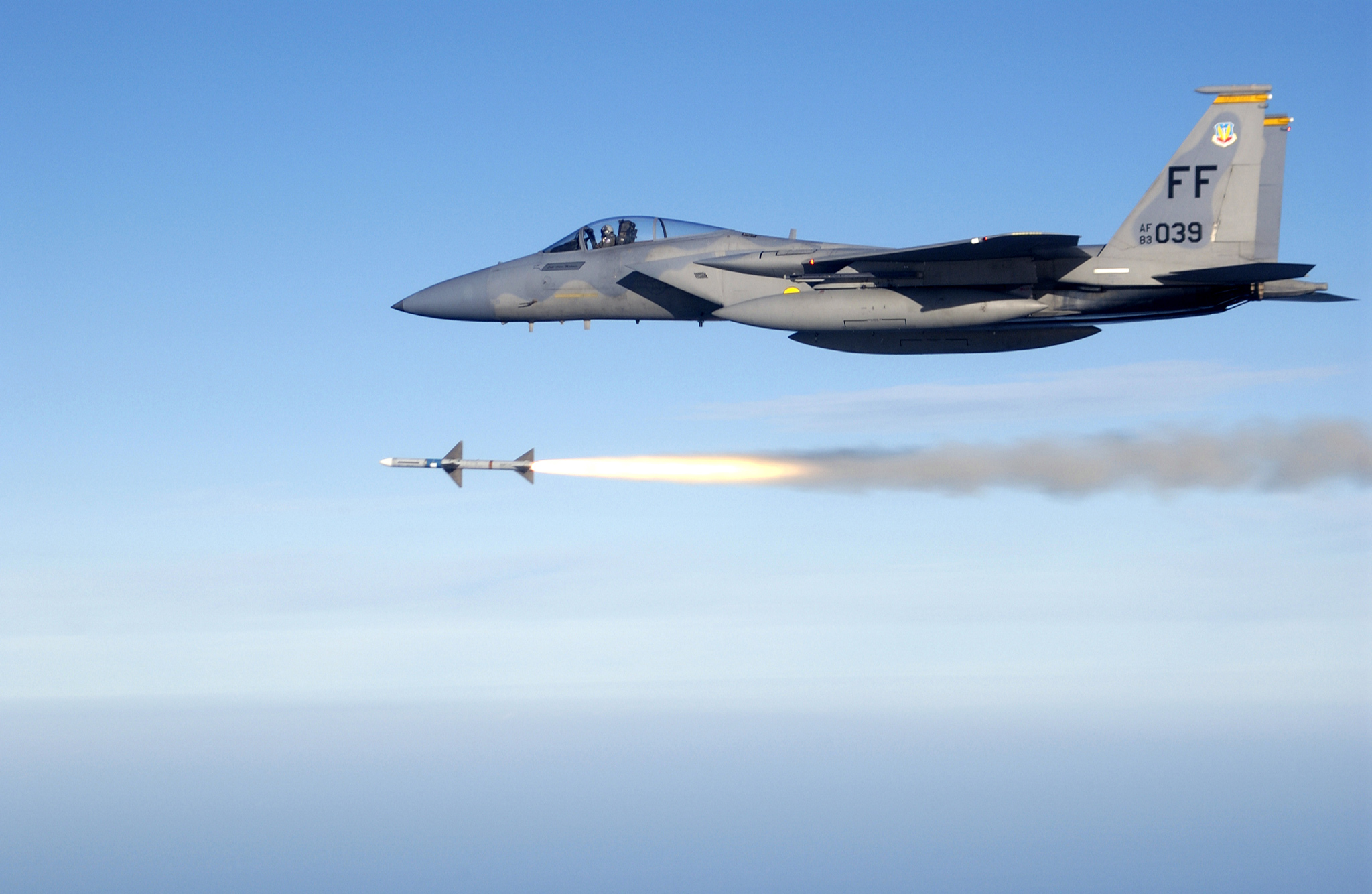
Tir d'un missile AIM-7 Sparrow par un F-15 de l'USAF.

### Type Fox 2
Il correspond à un tir de missile à autodirecteur infrarouge, comme le AIM-9 Sidewinder, le AA-2 Atoll ou le Matra R550 Magic, des missiles très maniables et véloces, mais plus particulièrement réservés au combat à courte portée. Il y a cependant certaines exceptions comme le R-27ET (AA-10 Alamo) russe qui possède une portée plus étendue. Ce sont des missiles air-air de ce type qui ont pour la première fois été employés au combat à la fin des années 1950.

### Type Fox 3
Il correspond à un tir de missile à autodirecteur actif. De nos jours, les principaux représentants de cette famille sont l’AIM-120 AMRAAM américain entré en service en 1991 et le R-77 russe. La France dispose, quant à elle du MICA Version EM (électromagnétique) ou IR (infrarouge) et depuis 2019 du Meteor. Avec ce système, le balayage recouvre également l’accrochage qui peut se faire immédiatement. Les cibles sont repérées, choisies et sélectionnées afin d’engager les plus menaçantes. Pendant ce temps, la cible, qui peut avoir détecté le balayage, ne sait pas si un missile a été tiré ou non contre elle.

#### Fonctionnement du mode «Fox 3»: exemple avec leMirage 2000-5 équipé du radarRDY

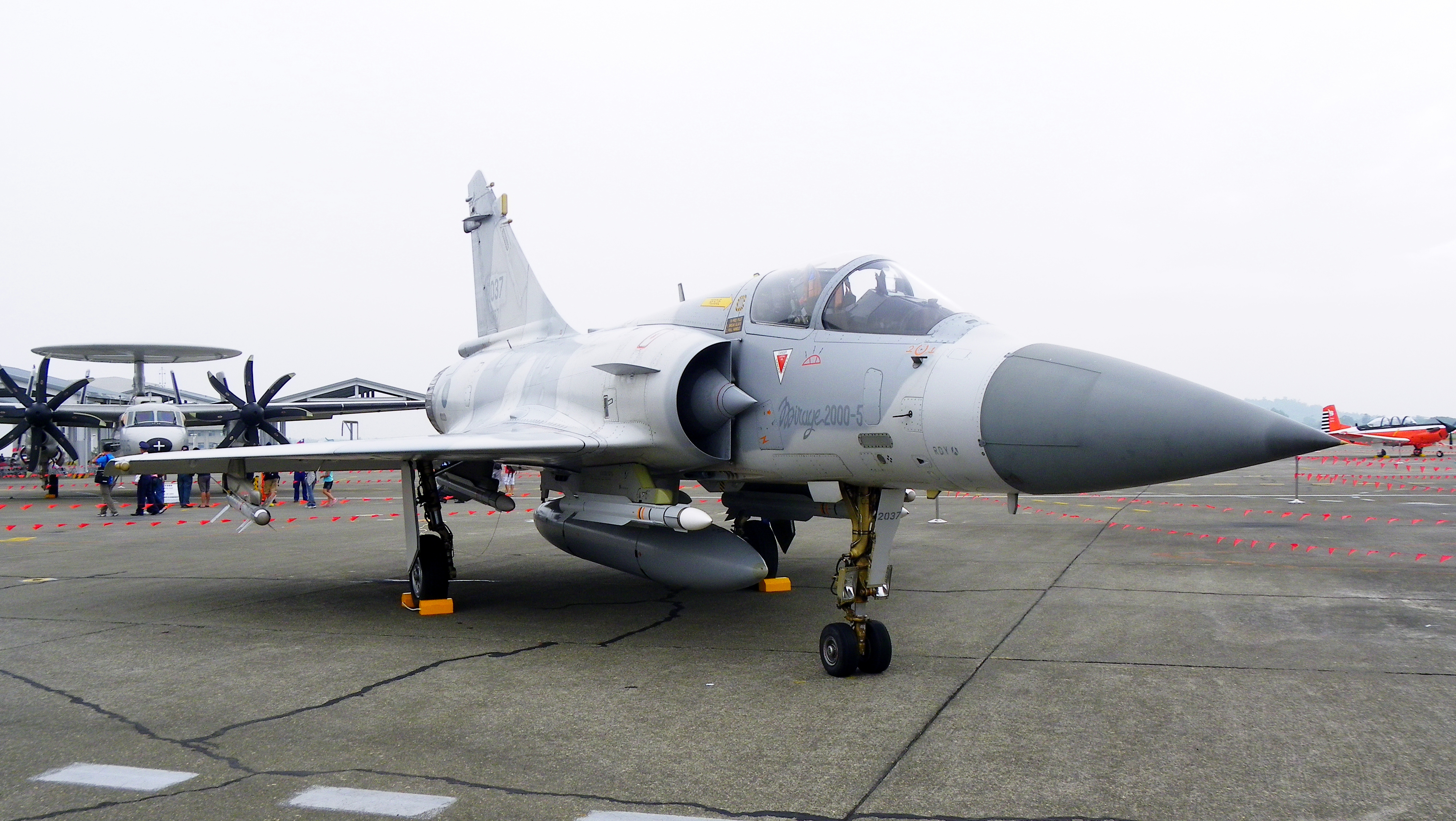
Un Mirage 2000-5 de la Force aérienne de la république de Chine équipé de missiles MICA en 2011.

Le radar balaie le ciel à la recherche de cibles et « habille » les échos qu’il reçoit, en se basant notamment sur le résultat des interrogations IFF (système de codage qui permet de savoir si l’appareil est ami ou ennemi).
À bord du Mirage 2000-5, le pilote règle son radar, dont l’image apparaît sur l’écran de visualisation tête moyenne (VTM), sans quitter les mains du manche et de la manette des gaz. Avec le pouce de la main gauche, il déplace l’alidade (curseur) sur l’écran et désigne lui-même les cibles qu’il désire poursuivre.
Cette phase est appelée Track while scan (TWS, ou accrochage pendant le balayage). Une fois les cibles sélectionnées (4 au maximum pour les Mirage 2000-5), le pilote passe en mode TWS automatique : le radar va alors optimiser son balayage pour garder en permanence les cibles en ligne de mire, tout en les hiérarchisant en fonction de leur dangerosité (ici, est utilisé le critère de vitesse relative).
La cible prioritaire sera la FKT pour First to Kill Target (objectif à détruire en premier) ; suivie de la SKT (Second to Kill Target) et des P3 pour les cibles suivantes. Sur l’écran de visualisation du pilote, des symboles intuitifs permettent de suivre la situation qui évolue toujours très vite : une cible vue par le radar est représentée par un carré blanc. Ce carré se noircit lorsque la cible est désignée. Il devient une croix fine pour la SKT et une croix épaisse pour la FKT.
Les cibles étant sélectionnées et renseignées, les missiles MICA peuvent entrer en scène.
Au moment où il quitte l’avion, le missile dispose d’une désignation d’objectif (DO) fournie par le radar, qui lui indique où est la cible à cet instant précis et quel est son vecteur vitesse. Mais même à 3 000 km/h, parcourir une cinquantaine de kilomètres demande 60 secondes. Pendant ce temps, la cible peut changer de direction ou entamer des manœuvres évasives, ce qui rend caduques les informations passées au lancement.
Les informations données au missile pendant le vol sont donc constamment actualisées au travers d’une LAM (liaison air-missile) plusieurs fois par seconde par le radar toujours en mode balayage. Sur le Mirage 2000, l’émetteur de la LAM est placé en haut de la dérive pour lui offrir le meilleur point d’émission en direction du missile qui évolue quelque part vers l’avant.
Le Mirage 2000-5 est capable de suivre simultanément 8 cibles et d’en engager 4.
Arrivé à quelques kilomètres de la cible, le missile « Fox 3 » met en route son propre émetteur radar et finalise lui-même la trajectoire vers la cible. Celle-ci est alors avertie par son RWR qu’elle est accrochée par un missile, mais il est déjà trop tard et il reste très peu de temps pour tenter des manœuvres évasives (dans le cas d’un tir « Fox 1 », la cible sait qu’elle est accrochée dès le lancement du missile, le pilote dispose alors de quelques dizaines de secondes pour élaborer une parade).
Les différents modes de gestion de la LAM permettent de faire varier les scénarios de tir en « Fox 3 » :
- Dans le mode 1, l’avion tire en mode LAM et le conserve le plus longtemps possible pour donner les meilleurs informations possibles à son missile. Il peut toutefois choisir de faire demi-tour pour ne pas trop s’exposer à un tir de riposte. Dès le demi-tour, le radar cesse de poursuivre la cible et la LAM cesse également. Si la cible suit une trajectoire régulière, le missile saura la trouver seul quand il allumera son propre autodirecteur. Mais pour peu que la cible casse sa trajectoire, il y a de fortes chances que l’autodirecteur (qui reste relativement peu puissant avec un angle de visée assez étroit) ne trouve que le vide quand il se mettra en route.
- Dans le mode 2, l’avion tireur dégage immédiatement après le tir, ce qui exclut l’emploi de la LAM. Ce qui fait chuter fortement la PK (Probability of Kill).
- Le mode 3 correspond au tir avec viseur de casque, qui pour le Mica-IR. Mode redoutable pour les affrontements à courte portée, le pilote dirige le missile en suivant la cible du regard. N’est pas disponible actuellement pour les Mirage mais le Rafale devrait en être pourvu.
- Le mode 4, qui se rapporte également au missile à autodirecteur infrarouge. Ce mode s’applique lorsque le missile encore sur son rail détecte lui-même sa cible et l’accroche avant d’être tiré.

À noter que les puissances de calcul aujourd’hui disponibles ouvrent de nouveaux horizons aux radars embarqués. Encore faut-il bien relativiser les choses, le radar RDY a par exemple été développé au début des années 1990 et il utilise des microprocesseurs de cette époque, c’est-à-dire de la classe des premiers Pentium. On touche là du doigt les questions d’obsolescence qui entrent en compte dès lors que le développement des systèmes se compte non plus en mois ou en années, mais en décennies. Les technologies sur étagère permettent cependant des mises à niveau relativement rapides.

### Différence de définition de la portée
Les annonces de portée des missiles air-air et surface-air par les constructeurs sont à prendre selon le contexte. Et le secret défense fait qu'elle est parfois publiquement mésestimée ou surestimée.
Les constructeurs américains et russes donnent la portée maximale du missile si on le jette sur une trajectoire purement balistique.
Le missile sol-air PAC-2 GEM-T/C/+ est donné pour 160 km, mais sa portée sur une cible manœuvrante est de l'ordre de 60 à 80 km. Sur une cible non-manœuvrante, elle est d'environ 120 km.
A l'inverse, les constructeurs européens donnent la portée de leur missiles par rapport à un profil de vol type.
Par exemple, pour les missiles air-air, la limite longue affichée au pilote d'un F-16 pour son AIM-120 est la "Ballistic Range maximum", qui correspond à la portée aérobalistique
Pour un pilote de Rafale et Mirage 2000, la limite longue affichée pour le MICA est la LL1, qui correspond à la portée à laquelle le missile aura suffisamment d'énergie pour « contrer une manœuvre de changement de cap de 30° après le tir, et aller au but si ce dernier n'effectue pas de manœuvre d'évasion finale ».

## Liste des missiles air-air
États-Unis
- AIM-4 Falcon
- AIM-9 Sidewinder
- AIM-7 Sparrow
- AIM-26 Falcon
- AIM-47 Falcon
- AIM-54 Phoenix
- AIM-68 Big Q (en)
- AIM-82
- AIM-92 Stinger (en)
- AIM-95 Agile
- AIM-97 Seekbat
- AIM-120 AMRAAM
- AIM-152 AAAM (en)
- Brazo

 Royaume-Uni
- Fairey Fireflash (en)
- Fairey Firestreak
- Hawker Siddeley Red Top (en)
- Skyflash
- AIM-132 ASRAAM

 France
- AA-20
- Matra R511
- Matra R550 Magic
- Matra R550 Magic II
- Matra R530
- MICA
- Meteor

 Allemagne
- Ruhrstahl X-4
- IRIS-T
- Meteor

 Israël
- Rafael Shafrir
- Rafael Python
- Rafael Derby

 Canada
- Canadair CL-20 CARDE Velvet Glove

 Japon
- Mitsubishi AAM-1 (en)
- Mitsubishi AAM-2 (en)
- Mitsubishi AAM-3

 Chine
- PL-2
- PL-5
- PL-7 (en)
- PL-9 (en)
- PL10 (en)
- SD-10

 Taïwan
- TC-1 Sky Sword I (en)
- TC-2 Sky Sword II (en)

 Inde
- Astra missile (en)

 Union soviétique et  Russie

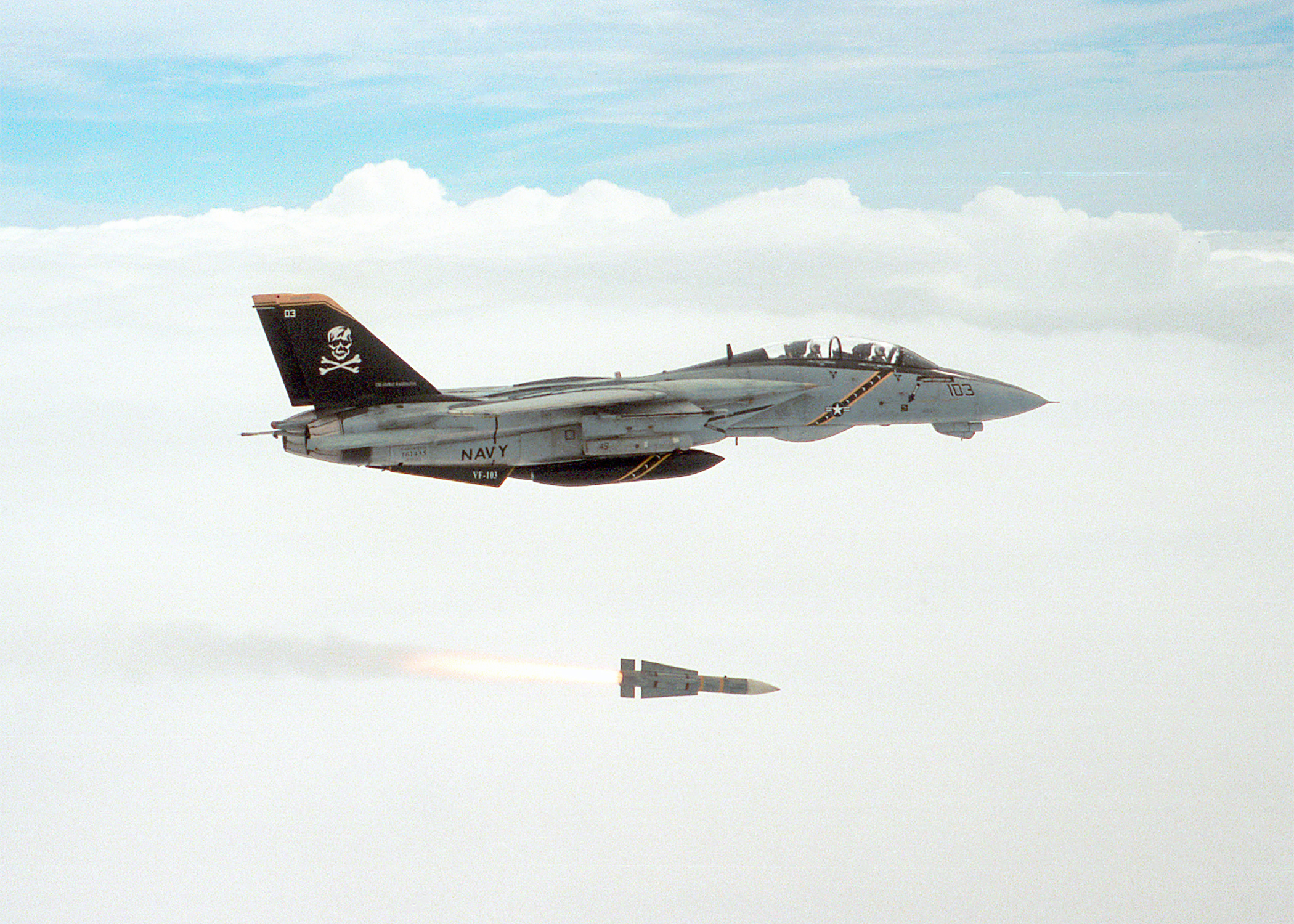
Tir d'un AIM-54 Phoenix par un F-14 de l'US Navy.

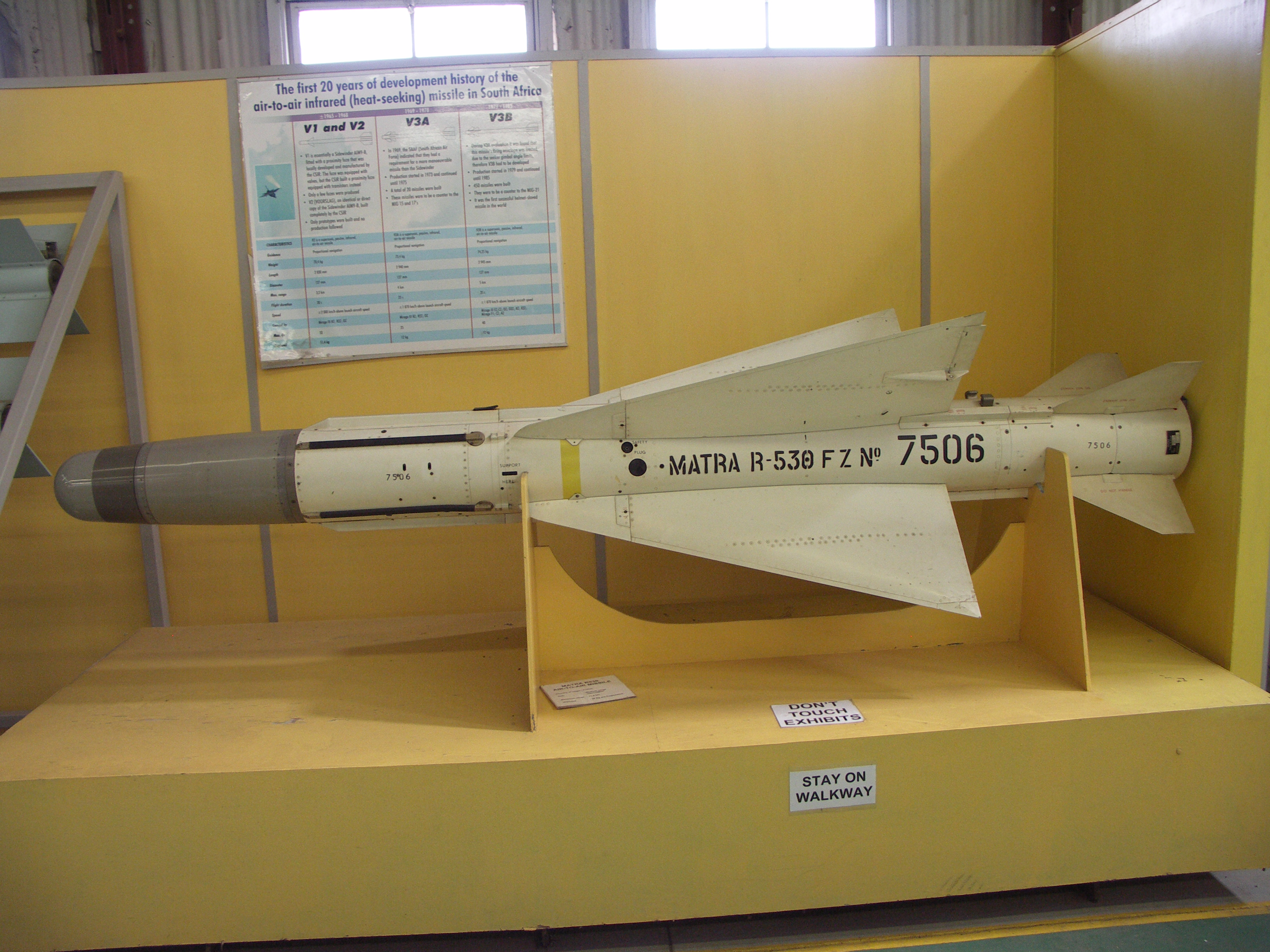
Un missile Matra R530 de conception française.

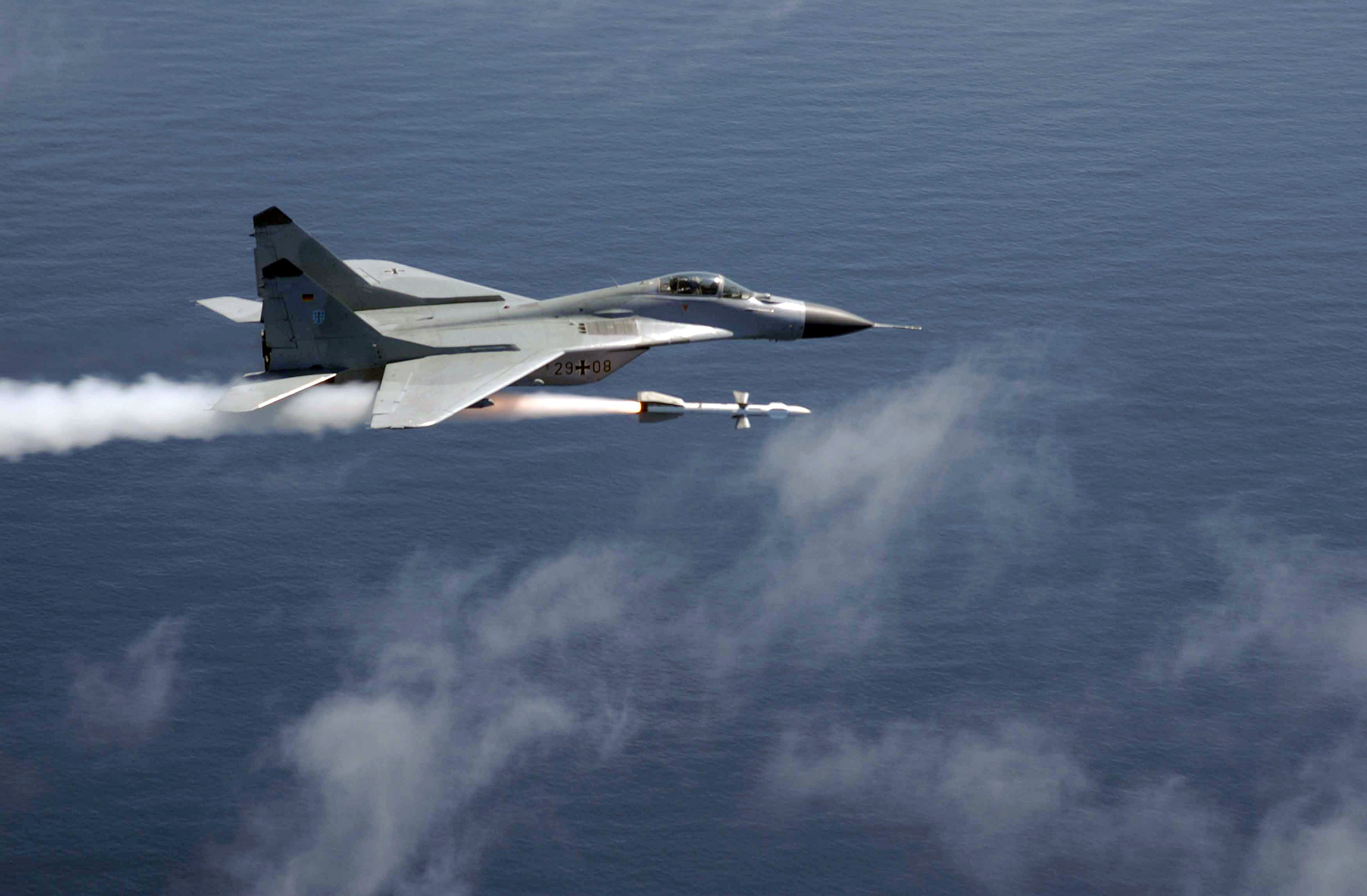
MiG-29 ex-Est-Allemand de la Luftwaffe tirant un missile AA-10 soviétique en 2003

- Molniya R-60 (code OTAN : AA-8 Aphid)
- Bisnovat R-4 (en) (code OTAN : AA-5 Ash)
- Bisnovat R-40 (code OTAN : AA-6 Acrid)
- Kaliningrad K-5 ou Grushin/Tomashevit RS-2U (code OTAN : AA-1 Alkali)
- Kaliningrad K-8 (code OTAN : AA-3 Anab)
- Raduga K-9 (en) (code OTAN : AA-4 Awl)
- Vympel K-13 (code OTAN : AA-2 Atoll)
- Vympel R-23 (code OTAN : AA-7 Apex)
- Vympel R-27 (code OTAN : AA-10 Alamo)
- Vympel R-33 (code OTAN : AA-9 Amos)
- Vympel R-37 (code OTAN : AA-X13 Arrow)
- Vympel R-73 (code OTAN : AA-11 Archer)
- Vympel R-77 (code OTAN : AA-12 Adder)
- Novator KS-172 AAM-L

 Turquie
• Bozdoğan (missile)
• Gökdoğan (en)